# Ступич, Бошко
Бошко Ступич (босн. Boško Stupić; род. 27 июня 1984, Мостар) — боснийский футболист, нападающий северомакедонского клуба «Пехчево».

## Карьера
Воспитанник футбольной школы клуба «Леотар» из боснийского Требине. В 2000 году начал играть за «Леотар». В 2003 году становится чемпионом Боснии и финалистом Кубка Боснии и Герцеговины. В розыгрыше Лиги чемпионов УЕФА 2003/04 года «Леотар» провёл 4 игры в предварительных этапах, но 19-летний Бошко на поле не выходил.
Сезон 2005/06 года провёл в Сербии, выступая за «Младеновац». Четыре сезона играл в Македонии. В сезонах 2007/08 и 2008/09 годов в составе «Силекса» входил в тройку лучших бомбардиров Первой лиги Македонии. Проведя по сезону в Хорватии и Боснии и Герцеговине, возвращается в Македонию. В 2012 году в составе ФК «Работнички» становится финалистом Кубка Македонии.
Затем снова три года играет в различных клубах Македонии и Сербии и Черногории.
В феврале 2016 года начал выступать в Первой лиге Казахстана в составе петропавловского «Кызыл-Жара». В течение всего сезона возглавлял список бомбардиров лиги, но стал вторым с 13 голами в 28 матчах между Алексеем Шакиным (14) и Сергеем Шаффом (13) — оба из ФК «Алтай». Однако, команда заняла третье место и не пробилась в Премьер-лигу. В розыгрыше Кубка Казахстана с тремя голами вошёл в тройку лучших бомбардиров. И клуб продлил с ним контракт ещё на год.
В сезоне 2017 года Бошко всё же стал лучшим бомбардиром Первой лиги с 13 голами в 23 матчах и помог команде занять второе место и выйти напрямую в Премьер-лигу Казахстана. И клуб вновь продлил с ним контракт на год. Однако в Премьер-лиге-2018 у Бошко наступило засушье, за 14 игр первого круга он не забил ни одного гола, команда оказалась на грани вылета и клуб подумывал о расставании с ним.
И вторую часть сезона босниец доигрывал снова в Первой лиге уже за шымкентский «Кыран». Клуб занял третье место, но проиграл стыковые матчи павлодарскому «Иртышу». И Ступич решил расстаться с командой.

## Достижения
«Леотар»
- Чемпион Боснии и Герцеговины: 2003
- Финалист кубка Боснии и Герцеговины: 2003

«Работнички»
- Финалист кубка Македонии: 2012

«Кызыл-Жар СК»
- Победитель Первой лиги Казахстана: 2017